# Бічі (Саскачеван)
Бічі (англ. Beechy) — село в канадській провінції Саскачеван.

## Населення

### Чисельність
| 2001 | 2006 | 2011 | 2016 |
| ---- | ---- | ---- | ---- |
| 295  | 243  | 239  | 228  |